# Миро, другой

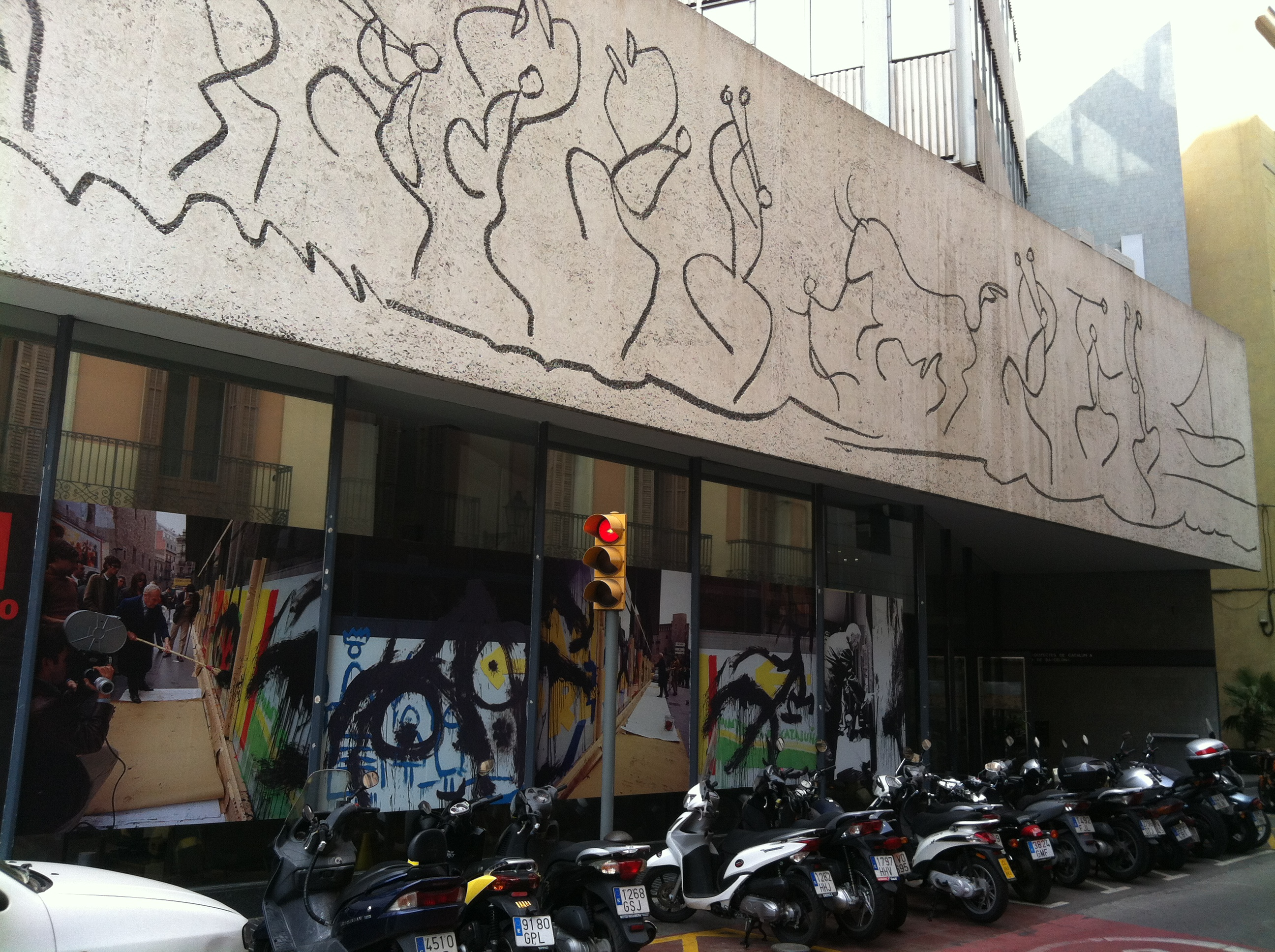
Миро, другой, 2012

«Миро, другой» (исп. Miró otro) — выставка-ретроспектива каталанского художника Жоана Миро, организованная Официальным колледжем архитекторов Каталонии (COAC) в центральном офисе в Барселоне в 1969 году, с 30 апреля по 30 июня. Изначально выставка была запланирована до конца мая, но была продлена на месяц.
В рамках акции была создана коллективная работа, показывающая эфемерность искусства и уничтоженная с участием самого Миро после закрытия выставки.
Миро выбрал четырёх человек, дал им по одному цвету (жёлтый, зелёный, синий и красный) и возможность красить всё, что хочется. Он оставил за собой чёрный цвет, который он применял для ретуширования того, что другие сделали за несколько минут до него. Акция началась в 4 часа утра 27 апреля 1969 года и закончилась примерно в 6 часов утра 28 апреля, с последними штрихами чёрного цвета, сделанными Миро. Было окрашено 21 окно, каждое чуть более двух метров в длину. Площадь работы составила около 70 квадратных метров. После выставки работа была уничтожена с помощью растворителя. В уничтожении участвовал Миро, зрители выставки и уборщица. Реакция общества на это была неоднозначной, были как одобрительные отзывы, так и негативные.
Работа была запечатлена в 15-минутном фильме «Miró, l’altre, 1969», а также в чёрно-белых фотографиях.